# Ching Soao
Ching Soao est le quatrième album de bande dessinée de la série Les Innommables.

## Synopsis
Alors qu'ils sont en croisière sur un paquebot dans la mer de Chine, Basil et Sybil Jardine et d'autres colons sont enlevés par Ching Saos, la femme pirate. Il croisent à bord de la jonque de la pirate, Mac, Tim et Tony. Chacun tentera à sa façon d'échapper à la pirate. Pendant ce temps, à Hong Kong, la dépouille du vieux Jardine inonde la ville de son odeur pestilentielle.

## Personnages
- Basil Jardine : héritier de la fortune des Jardines. Il est enlevé par Ching Saos mais parvient à s'échapper.
- Sybil Jardine : sœur de Basil. Elle aussi est enlevée par Ching Saos.
- Pumpkin : boy-friend de Sybil. Il est impuissant et niais.
- Sir Matheson Jr. : fils d'un des hommes les plus puissants de Hong Kong, enlevé par Ching Saos.
- Ching Soao : femme pirate de la triade du Yellow Ox. Elle a une vipère apprivoisée qu'elle appelle son "petit maître". Elle collectionne aussi les peaux humaines.
- Anubis : lévrier de Basil Jardine qui sera adopté par Tony et Tim.
- Lieutenant Adam Damage : bricoleur de génie. Il a suivi le trio et est devenu le mécanicien attitré de leur remorqueur. Il est lui aussi prisonnier de Ching Saos. Il finit sur une jonque pirate et est abandonné par les innommables.
- L'Anglaise : archéologue anglaise à la recherche du "sinanthropus pékinensis", l'"homme de Pékin", homme-singe pléistocène. Capturée par Ching Saos, elle est rapidement jetée par-dessus bord et sauvée par l'homme-chien.
- Tim : homme de petite taille, naïf comme un enfant. Il est toujours équipé d'une batte de baseball dont il sait très bien se servir. C'est le petit du trio. Capturé par Ching Saos, il finit par manger sa vipère et devient ainsi son nouveau "petit maître".
- Mac : c'est le leader du trio des Innommables. C'est le patron du Lotus Pourpre. Il est éperdument tombé amoureux d'Alix, une espionne communiste et est prisonnier de Ching Saos avec ses deux amis.
- Tony : constamment sarcastique et négatif. C'est le barbu du trio. Il est aussi aux mains de Ching Saos.
- Raoul : le cochon adoptif de Mac.
- Wong To Ping : premier lieutenant de Ching Saos.
- Ko Léong Tai : appelé aussi "L'Homme-Chien", c'est un pirate rival de Ching Saos a qui il doit son infirmité pour avoir passé 28 ans dans une cage de bambou.
- Sir Matheson : homme puissant de Hong Kong. Il cherche à connaître qui a assassiné sa fille.
- Clavell : bras droit de Sir Matheson.
- Robert : compradore chinois des Jardine depuis 1906. Il s'avère avoir plus de pouvoirs que l'on croit.
- Melvin Carat : ancien agent du F.B.I. Devenu détective privé, il est engagé par Sir Matheson pour enquêter sur sa fille. Après avoir perdu au mah-jong, il devient l'esclave du docteur Rodriguez qui le revend à Sir Robert pour affacer une dète due à Sir Jardine.
- Docteur Rodriguez : originaire de Macoa, il est va rencontrer Sir Jardine pour effacer sa dette.
- Tendre Mauve : jeune esclave que le Dr. Rodriguez a acheté à sa famille pour la donner à Sir Jardine pour effacer sa dette.
- Alix Yin Fu : ancienne espionne de la Chine communiste en mission à Hong Kong. Elle est en route pour retrouver Mac, dont elle est enceinte, au Lotus Pourpre.
- Porte en Carton : prostituée du Lotus Pourpre.
- Porte en Saindoux : matrone des filles du Lotus Pourpre. C'est aussi la mère adoptive de Roseau Fleuri. Elle est décidée à faire souffrir Alix.
- Koo Chen Soo : directeur de la banque des échanges du détroit de Taïwan et prisonnier de Ching Soas.
- Le colonel Lychee : tueur redoutable. Il est le prisonnier de Mulligan.
- Chieh : autre espionne communiste. Elle aussi prisonnière de Mulligan. Son destin est lié à celui de Lychee.
- Mulligan O'Rourke : capitaine des pirates, Irlandais et noir. Il fait du business avec Mac, Tony et Tim. C'est un hong goun, un membre non asiatique, du Yellow Ox. Son fantasme est de devenir l'amant de Ching Saos.
- Shi-Kon : amant de Porte en Saindoux.
- Porte en Sucre : petite nouvelle du Lotus Pourpre.

## Autour de l'album
Cet album paraît un an après le précédent, dans la foulée de la nouvelle série Dargaud. On apprend que Raoul, le cochon, est une femelle. Elle est prise par un mâle dont elle donnera des petits dans Cloaques. Cloaques se déroule vers le 25 juin 1950 (déclaration de la guerre de Corée). La période de gestation d'une truie étant en moyenne de 114 à 116 jours (3 mois 3 semaines 3 jours), on peut estimer le date de cette histoire aux environs du début mars 1950.

## Éditions
- Ching Soao, Dargaud, 1995 : première édition. Couverture avec Alix en gros plan et les innommables en arrière-plan. La première édition est accompagnée d'un menu du Lotus Pourpre.
- Ching Soao, Dargaud, 2000 : réédition avec numérotation et nouvelle couverture où Ching Soao est assise et relèche un couteau ensanglanté de la tête fraichement coupée d'une de ses victimes. Cet album porte le numéro 3.
- Le Cycle de Hong Kong, Dargaud, 2000 : l'épisode Ching Soao est retravaillé. Certains flash-back sont supprimés. 240 planches.
- Ching Soao, Dargaud, 2002 : réédition comme tome 4 avec nouvelle maquette et nouvelle couverture avec Tim et Ching Soao.